# Aldan (Einheit)
Aldan war ein Längenmaß in der Mongolei.
- 1 Aldan = 1,60 Meter
- 1 Aldan = 5 Tochoy/Chi = 50 Imago/Imaghu = 500 Poon
  - 1 Imago = 3,2 Zentimeter[1]
- 2 Aldans = 1 Chosan = 3,20 Meter